# 陸軍参謀本部 (ブラジル陸軍)
陸軍参謀本部（りくぐんさんぼうほんぶ、Estado Maior do Exército、EME）は、ブラジル陸軍の参謀本部。1896年創設。

## 組織
参謀総長(定員1名)は陸軍大将、副参謀総長(定員1名)は陸軍中将、参謀次長(定員7名)は陸軍中将または陸軍少将が充てられる。この他官房長等がいる。
現在の参謀総長はAdhemar da Costa Machado Filho陸軍大将である。